# ویکی‌پدیا زیرو

نشان رسمی ویکی‌پدیا زیرو

ویکی‌پدیا زیرو (به انگلیسی: Wikipedia Zero) یک پروژه‌ی توسط بنیاد ویکی‌مدیا بود تا اینترنت رایگان برای دسترسی به ویکی‌پدیا را در دستگاه‌های تلفن همراه فراهم سازد. این پروژه برای بازارهای درحال توسعه و براساس نظریه‌ی دسترسی آزاد به اطلاعات، طراحی شده‌بود. هدف از این پروژه، تسهیل دسترسی به دانش رایگان برای دانش آموزان و دانشجویان کم‌درآمد از طریق چشم پوشی از هزینه ترافیک اینترنت بود. با همکاری با ۹۷ اپراتور تلفن همراه در بیش از ۷۲ کشور، تخمین زده شد که دسترسی به ویکی‌پدیا برای بیش از ۸۰۰ میلیون نفر از طریق این پروژه فراهم شده است.
این پروژه در سال ۲۰۱۲ راه اندازیو در یک‌سال بعد، برنده جایزه تعاملی جنوب از جنوب غربی برای کنشگری شد. در طول سال‌ها، این پروژه به دلیل نقض اصل بی‌طرفی اینترنت مورد انتقاد قرار گرفت و سرانجام در فوریه ۲۰۱۸، بنیاد ویکی‌مدیا، پایان این پروژه را اعلام کرد و در بیانیه‌ای اظهار داشت که استراتژی جدیدی را در زمینه مشارکت در پیش خواهد گرفت. با وجود اینکه این خدمات به بیش از ۸۰۰ میلیون نفر ارائه می‌شد، اما به دلیل عدم رشد و کاهش قیمت داده‌های تلفن همراه به خطر افتاد.
یکی دیگر از پروژه‌هایی بدین شکل، پروژه فیس‌بوک زیرو است که گفته شده از ویکی‌پدیا زیرو الهام گرفته شده است.

نقشه‌ای از کشورهایی که سرویس ویکی‌پدیا زیرو در آن وجود داشت با رنگ سبز و کشورهایی که قرار بود این سرویس در آنجا وجود داشته باشد با رنگ آبی نمایش داده شده اند.